# 長崎剛志
長崎 剛志（ながさき たけし、1970年 - ）は、日本の造園家、庭園美術家。

## 人物
奈良県生まれ。N-treeを主宰。庭園美術家として「根っこまで考えます。」をコンセプトに活動する。作庭を、日本国内のほか海外でも手がけている。
このほか、東日本大震災支援として以前からつながりのあった仲間と「復興支援プロジェクト　庭JAPAN」として活動に取り組んでいる。

## 略歴
東京芸術大学美術学部絵画科油画専攻に在学中コンプルテンセ美術大学（スペイン・マドリッド）にて油絵を学んで帰国後木版画、木彫を始める。1995年大学卒業。1991年から1992年と1994年、ラコタ族（アメリカ・サウスダコタ州）のレザベーションを訪れる。
1997年から造園を学び、N-tree (庭ノ心 ながさ木)を設立。
2000年、平成二畳台目茶室コンペ[土日庵]入賞・蔵の会賞　受賞
2006年、N-treeに改名。2007年、イギリス・ロンドンに二年間拠点を移す。
2005年～2007年、石と木によって生みだされる庭の仕事から得た着想をもとに、個展「Seeds(種)」シリーズを開催。2017年、浅利幸男による集合住宅「神楽坂薫木荘」の外部空間を担当。GOODDESIGN AWARD2017受賞。